# Феодосий (Пецина)
Архиепи́скоп Феодо́сий (укр. Архієпископ Феодосій, в миру Рома́н Станисла́вович Пецина; 6 апреля 1950, Борислав, Украинская ССР — 23 июля 2010, Украина) — епископ Украинской автокефальной православной церкви, архиепископ Дрогобычский и Самборский (2007—2010); ранее с таким же титулом в юрисдикции Украинской православной церкви Кивского патриархата.

## Биография
Родился 6 апреля 1950 года в городе Бориславе, в Львовской области.
С 1957 по 1966 год обучался в средней школе, а после её окончания в Бориславском медицинском училище.
В 1970 году начал работу в качестве фельдшера в больнице в селе Новый Крапивник Дрогобычского района.
С 1970 по 1972 год служил в рядах Советской армии в должности фельдшера.
С 1974 по 1977 год обучался в Московской духовной семинарии.
С 1977 по 1981 год продолжил обучение в Московской духовной академии, которую окончил со степенью кандидата богословия.
После вступления в брак, 29 ноября 1981 года митрополитом Николаем (Юриком) в кафедральном соборе Святого Юра во Львове был рукоположен в сан диакона, а 4 декабря 1981 года — рукоположен в сан пресвитера. Спустя несколько лет после хиротонии его брак распался.
В 1982 году был награждён набедренником и скуфьёй.
27 августа 1982 года был назначен настоятелем Рождество-Богородичной церкви села Криница Николаевского района Львовской области.
В 1983 году был награждён правом ношения за богослужением камилавки. В 1989 году награждён правом ношения напресного креста, а в 1991 году — палицы. В 1993 году был награждён правом ношения креста с украшениями.
2 декабря 1994 года епископом Вышгородским Даниилом (Чокалюком) был пострижен в монашество с именем Феодосий, а 3 декабря возведён в достоинство архимандрита.

### Епископское служение
4 декабря 1994 года патриархом Киевским Владимиром (Романюком) с сослужащими архиереями во Владимирском кафедральном соборе в Киеве был хиротонисан в сан епископа Дрогобычского и Самборского.
24 января 2000 года был возведён в достоинство архиепископа.
13 декабря 2006 года, определением Священного Синода УПЦ КП, был освобождён от управления Дрогобычско-Самборской епархией и почислен на покой, с чем не согласился, за что 28 февраля 2007 года был запрещён в священнослужении.
22 июня 2007 года, предстоятелем УАПЦ митрополитом Мефодием (Кудряковым) был принят в состав епископата УАПЦ с титулом архиепископ Дрогобычский и Самборский.
Скончался скоропостижно около часа дня 23 июля 2010 года на фоне заболевания сахарным диабетом. Отпевание было совершено митрополитом Киевским Мефодием (Кудряковым) 25 июля 2010 года в Успенском кафедральном соборе города Дрогобыча.

## Награды
- Орден Святого Архистратига Михаила (1999)
- Медаль «За преданность и верность» (29 июня 2010, УАПЦ)